# Uhlanga Regio
L'Uhlanga Regio è una struttura geologica della superficie di Tritone.